# Jatki Jojne Pilcera

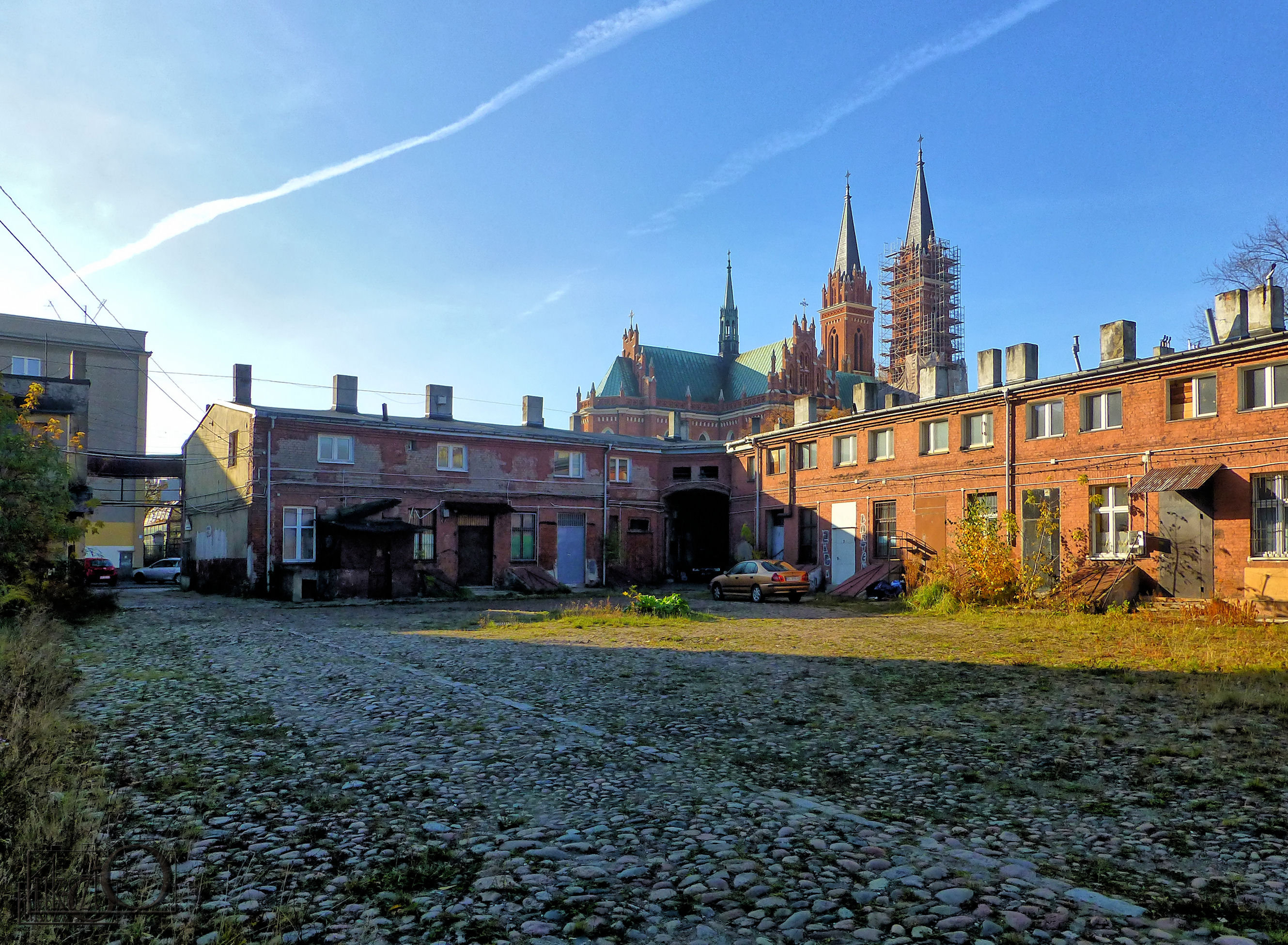
Jatki od strony placu targowego, przed remontem

Jatki Jojne Pilcera, także Jatki Judy Dawida i Ferki Ginsberg – jatki handlowe na Starym Mieście przy ul. Wojska Polskiego 2 w Łodzi, powstałe w 1895 lub 1907 r. (wg danych z Gminnej Ewidencji Zabytków Miasta Łodzi), nadbudowane w 1932 r. Swoją nazwę zwyczajową zawdzięczają pierwszemu właścicielowi – Jojne Pilcerowi
Początkowo w budynku handlowano głównie mięsem, a na jego zapleczu – placu handlowym – również płodami rolnymi. W trakcie II wojny światowej były głównym obszarem handlu na terenie getta łódzkiego. Przełożony Starszeństwa Żydów w Łodzi, kierujący gettem, Chaim Rumkowski, podjął decyzję o zorganizowaniu tu składu warzyw, ponadto w budynku znajdowała się kuchnia dla lekarzy. Po wojnie znajdowały się w budynku m.in. sklepy, warsztaty i antykwariat. Od 2020 r. w budynku funkcjonuje supermarket Netto, przed otwarciem którego obiekt wyremontowano.